# Douglas Kirkland
Douglas Kirkland   (Toronto, 16 d'agost de 1934 - Los Angeles, 2 d'octubre de 2022) fou un fotògraf canadenc instal·lat als Estats Units.

## Inici
Als 24 anys, Kirkland va ser contractat com a fotògraf del personal de la revista Look i es va fer famós per les seves fotografies de 1961 de Marilyn Monroe fetes pel número del 25è aniversari de Look. Posteriorment es va incorporar al personal de la revista Life.

## Carrera
A Who’s Who de persones notables van plantejar per a Kirkland el gran innovador de fotografia Man Ray i el fotògraf / pintor Jacques Henri Lartigue fins al doctor Stephen Hawking. Els seus treballs incorporen figures com Mick Jagger, Sting, Björk, Arnold Schwarzenegger, Morgan Freeman, Orson Welles, Andy Warhol, Oliver Stone, Mikhail Baryshnikov, Leonardo DiCaprio, Coco Chanel, Marlene Dietrich, Brigitte Bardot, Judy Garland, Elizabeth Taylor, Sophia Loren, Catherine Deneuve, Michael Jackson, Paris Hilton i Diana Ross. El retrat de Kirkland de Charlie Chaplin es troba a la National Portrait Gallery de Londres.
Kirkland era contractat per a treballs arreu del món i ha treballat a la indústria del cinema com a fotògraf especial en més de 150 pel·lícules, entre les quals el 2001: A Space Odyssey, The Sound of Music, Sophie's Choice, Out of Africa, The Pirate Movie, Butch Cassidy i el Sundance Kid, Romancing the Stone, Titanic i Moulin Rouge!. Algunes de les seves famoses preses de cinema incorporen a John Travolta a la seqüència de ball de Saturday Night Fever, un retrat de Judy Garland plorant i el pictòric Playboy de març de 1976.Margot Kidder. El 1995, Kirkland va rebre el Lifetime Achievement Award de la American Motion Picture Society of Operating Cameramen.
El proper projecte de llibre de Kirkland titulat «A Life in Pictures» estava previst per a la seva publicació el 2013. «Titanic» va ser el primer llibre d'imatges que va arribar al número 1 de la llista de best-seller del New York Times i ho va fer tant a les llistes de tapa dura com a paperback.
Douglas Kirkland va donar conferències a la Smithsonian Institution, el Conservatori AFI de Hawaii i Los Angeles, a l'Art Center College of Design de Pasadena, així com als Centres Kodak de Hong Kong, Singapur i Taiwan.